# Divine Comedies
Divine Comedies – tomik wierszy amerykańskiego poety Jamesa Merrilla, opublikowany w 1976, wyróżniony Nagrodą Pulitzera w dziedzinie poezji za 1977. Tom zrecenzował inny laureat Pulitzera, Louis Simpson. Utwory składające się na tomik powstały rzekomo w sposób nadprzyrodzony. Wiersze Jamesa Merilla na język polski tłumaczył Stanisław Barańczak.